# Charles Régis de Coriolis d'Espinouse
Pour les articles homonymes, voir Coriolis.
Jean-Louis Charles Régis de Coriolis d'Espinouse dit le « marquis de Coriolis d'Espinouse » (titre de courtoisie), né le 2 mars 1725 à Aix et mort en 1793, est un officier de marine du royaume de France. Il se distingue pendant la guerre d'indépendance des États-Unis et termine sa carrière avec le rang de chef d'escadre des Armées Navales.

## Biographie

### Origines et famille
Comme bon nombre des officiers supérieurs de la Marine royale, Charles Régis Coriolis d'Espinouse est issu d'une famille de la noblesse provençale. La famille de Coriolis, seigneurs d'Espinouse à laquelle il appartient descend de Jean de Coriolis, assesseur d'Aix en 1487. Le fief d’Espinouse est érigé en marquisat en 1651. Les Coriolis d'Espinouse portent : d'azur, à deux chevrons d'or, accompagnés en pointe d'une rose d'argent. Sa famille est alliée avec les puissantes familles de la région : les Fortia, les Villeneuve, mais aussi les Vintimille et les Grimaldi.
Son père, Pierre de Coriolis de Villeneuve, marquis d'Espinouse, baron de Corbières, est reçu Président à mortier du Parlement d'Aix en 1712. II épouse Renée Charlotte Félicité de Vintimille, fille de Charles François de Vintimille, comte du Luc des comtes de Marseille, Lieutenant de Roi en Provence, son ambassadeur extraordinaire en Suisse et à Vienne Conseiller d’État d'épée. Sa mère est également nièce germaine de Charles Gaspard Guillaume de Vintimille, évêque de Marseille puis archevêque d'Aix-en-Provence et archevêque de Paris. De cette union naissent huit enfants, trois garçons et cinq filles (dont trois mortes en bas âge). Charles Régis est le troisième fils.

### Carrière dans la Marine royale
Reçu de minorité dans l'ordre de Saint-Jean de Jérusalem en 1737, le 29 mai, il ne fera pas ses caravanes, il ne sera par chevalier. Il est garde de la marine le 1er juillet 1741, lieutenant de vaisseau le 11 février 1756, capitaine de frégate en 1764, capitaine de vaisseau le 15 novembre 1771.
Il sert pendant la guerre d'indépendance des États-Unis. Le ministre de la Marine de Sartine l'envoie en mission à Tunis en 1776 pour y chercher l'Envoyé (ambassadeur) du Bey et l'amener en France. Il arriver à Tunis le 17 septembre à bord de la frégate L'Aurore, en compagnie de la barque L’Éclair, sous les ordres du comte de Forbin. Il est promu brigadier des armées du Roi en 1778. Le 8 mai de la même année, il quitte Toulon avec une escadre de quatre vaisseaux de ligne, placés sous les ordres du chevalier de Fabry. Coriolis d'Espinouse commande alors le Caton (64). Le 27 septembre, de retour de Constantinople, il mouille à Malte avec le Caton.
Au mois de mai 1779, commande le Destin (74), qui fait partie de la flotte de 30 vaisseaux placés sous les ordres du comte d'Orvilliers qui quitte Brest à destination des côtes espagnoles, afin d'y rejoindre la flotte espagnole. Forte de 65 vaisseaux, la flotte franco-espagnole rassemblée remonte dans la Manche avec l'intention débarquer en Angleterre. Mais cette opération est un échec et la flotte française, après avoir passé trois mois en mer à attendre les Espagnols est décimée par le scorbut.
Il commande le César (74), au sein de la flotte placée sous les ordres du comte de Grasse qui quitte Brest en mars 1781, et met les voiles en direction des Antilles. Le 5 septembre, le César est le premier vaisseau de l'escadre blanche et contribue à la défaite infligée en baie de Chesapeake à la flotte britannique de l'amiral Graves.
Coriolis d'Espinouse est promu au rang de chef d'escadre des Armées Navales lors de la promotion du 12 janvier 1782. Le 9 avril, il prend part à la bataille des Saintes sous les ordres du comte de Grasse. À bord du Duc de Bourgogne (80), capitaine de Champmartin, il commande l'escadre blanche et bleue. Il est entouré, dans la ligne de bataille du Conquérant (74), capitaine La Grandière, et du Marseillais (74), de Castellane-Majastre. À l'issue de la bataille, le comte de Grasse est fait prisonnier. En 1784, le Conseil de guerre chargé d'enquêter sur la défaite admoneste Bougainville alors que Vaudreuil reçoit le soutien de son supérieur, libéré entre-temps. Coriolis d'Espinouse est lui aussi admonesté par le Conseil de guerre, en même temps que le chevalier de Village, capitaine du Janson et Renaud d'Allen, capitaine du Neptune, pour « n'avoir pas faire tout ce qui était possible pour exécuter les ordres. »

### Sources et bibliographie
- Alain Agnel-Giacomini, « Généalogie de la famille de Coriolis » in Une vieille famille provençale : les Roux, Impr. B. Vial, Digne-les-Bains, 2003, 188 p., illustré,  (ISBN 2-9520236-0-3)
- Michel Vergé-Franceschi, Les officiers du Grand Corps à Toulon, au XVIIIe siècle, Mémoire de maîtrise sous la direction de M. le professeur Maurice Bordes, Nice, 1973
- Nobiliaire universel de France : ou Recueil général des généalogies historiques des maisons nobles de ce royaume, vol. 4, Librairie Bachelin-Deflorenne, 1873, p. 112
- Onésime-Joachim Troude, Prosper Levot, Batailles navales de la France, vol. 2
- Georges Lacour-Gayet, La marine militaire de la France sous le règne de Louis XVI, 1905, 719 pages
- Faculté des lettres et sciences humaines d'Aix, Annales de la Faculté des lettres et sciences humaines d'Aix, vol. 18 à 19, Impr. Louis-Jean, 1935,
- François-Alexandre Aubert de La Chesnaye Des Bois, Dictionnaire de la noblesse, contenant les généalogies, l'histoire et la chronologie des familles nobles de France, Schlesinger Frères, Paris, 1865
- Ministère des affaires étrangères, Correspondance des beys de Tunis et des consuls de France avec la cour, 1577-1830: Publiée sous les auspices du Ministre des affaires étrangères, avec une introduction et des notes, F. Alcan, 1899
- Archives de la Marine, dossier C1 169.